# ジェイアールバス東北葛巻車庫

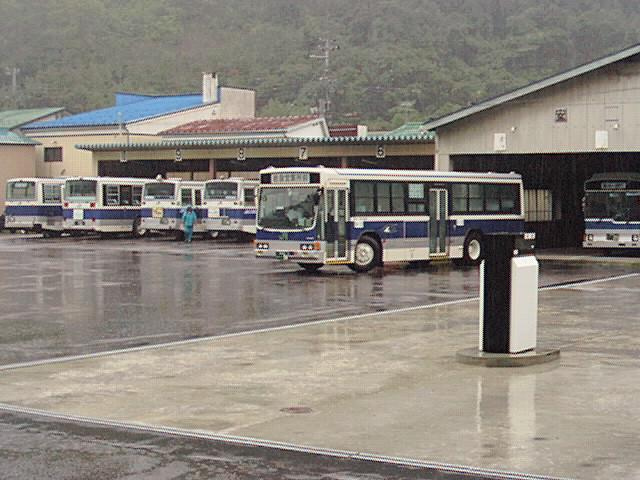
葛巻車庫(2000年7月撮影)

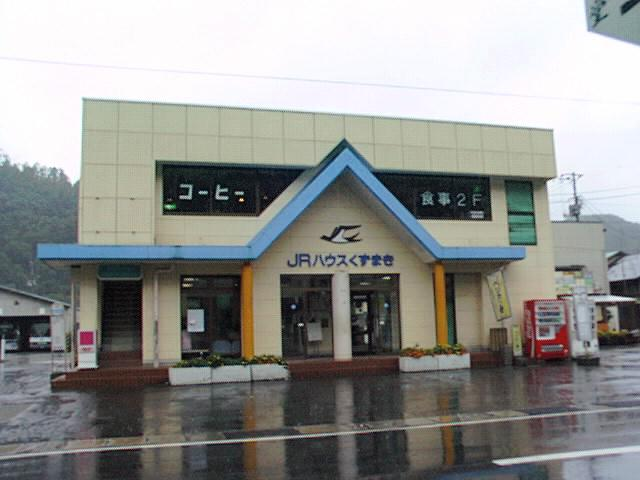
JRバス葛巻駅(2000年7月撮影)

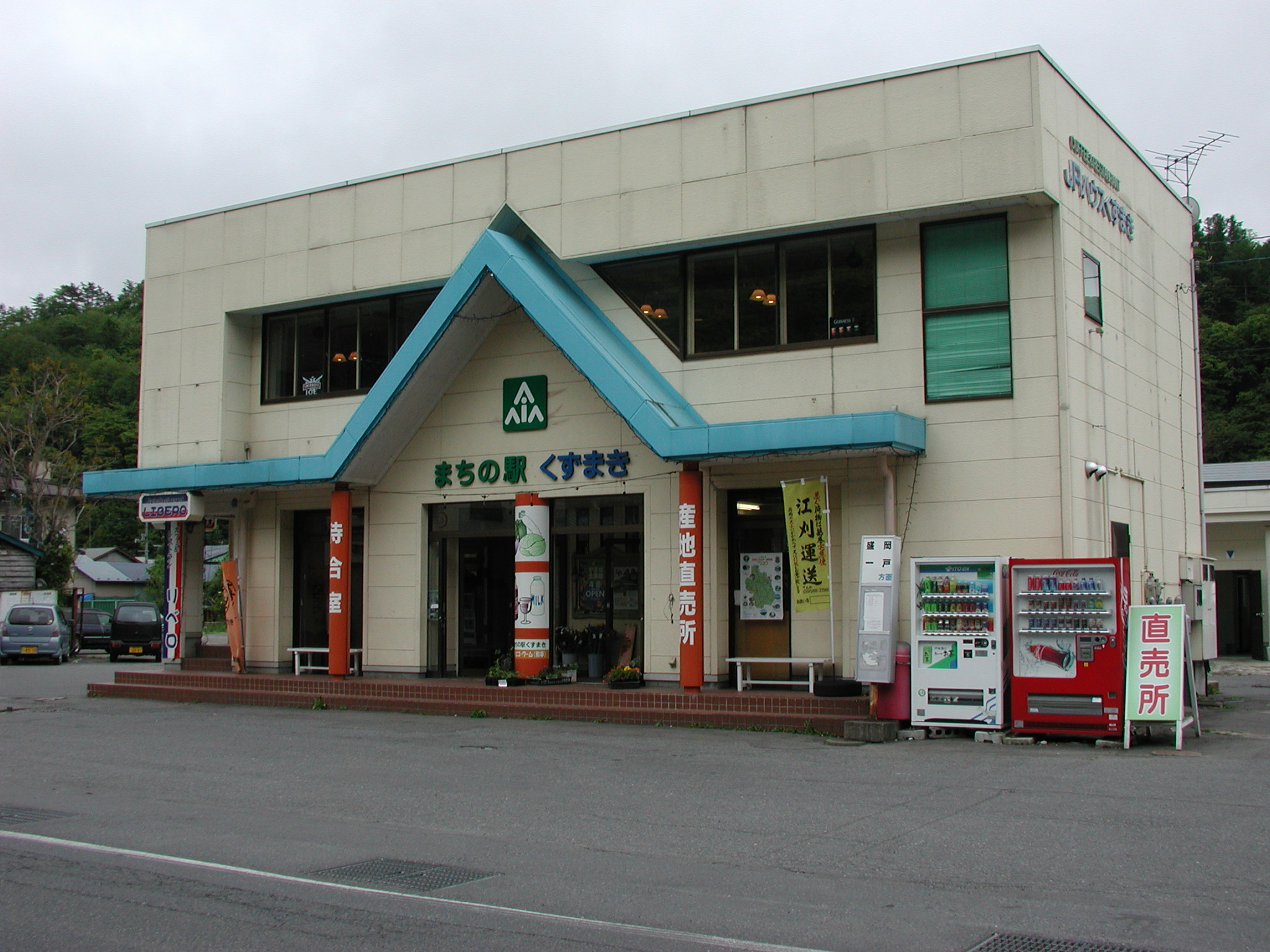
現在の葛巻駅「まちの駅くずまき」(2008年5月撮影)

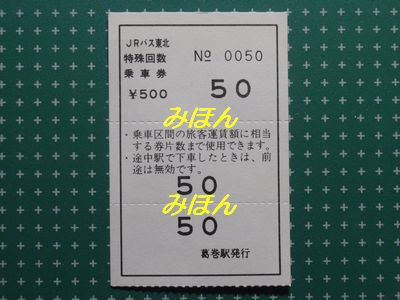
葛巻駅発行の回数乗車券

ジェイアールバス東北葛巻車庫（ジェイアールバスとうほくくずまきしゃこ）は、岩手県岩手郡葛巻町にあるJRバス東北二戸支店の車庫である。ここでは併設されている自動車駅である葛巻駅についても触れる。
停留所名は「葛巻（くずまき）」である。

## 所在地
- 岩手県岩手郡葛巻町葛巻第13地割4番地1

## 沿革

### 葛巻車庫
- 1943年（昭和18年）11月20日 - 沼宮内自動車区葛巻支区として開設。
- 1950年（昭和25年）4月1日 - 沼宮内自動車営業所葛巻支所となる。
- 1987年（昭和62年）4月1日 - 東日本旅客鉄道東北自動車部沼宮内自動車営業所葛巻支所に改組。
- 1988年（昭和63年）4月1日 - ジェイアールバス東北沼宮内営業所葛巻支所に改組。
- 1990年（平成2年）2月20日 - 岩手営業所葛巻支所に改組。
- xxxx年 - 岩手営業所から久慈支店に移管される。
- 2003年（平成15年）4月1日 - 葛巻支所を廃止し、葛巻車庫に格下げ。窓口業務を廃止。
- 2004年（平成16年）4月1日 - 管轄の久慈支店が久慈営業所に格下げ。
- 2009年（平成21年）4月1日 - 久慈営業所の廃止に伴い、二戸営業所に移管される。
- 2021年（令和3年）10月1日 - 管轄の二戸営業所が支所に格上げされる。

### 葛巻駅
- 19xx年 - 開業。
- 1990年（平成2年） - 駅舎を「JRハウスくずまき」に改築。
- 2000年（平成12年）4月1日 - 窓口の業務縮小。発売券種を削減、鉄道連絡、鉄道料金券発売中止。
- 2001年（平成13年）9月30日 - 窓口・売店を閉鎖。
- 2004年（平成16年）9月 - 駅舎内に産直施設「まちの駅くずまき」がオープン。

## 所管路線
現在、葛巻車庫に乗務員・車両の配置はなく、白樺号（平庭高原線）の一部便を盛岡支店の車両・乗務員で担当する他は二戸営業所の乗務員・車両が担当している。

### 小鳥谷線
岩手県岩手郡葛巻町と同県二戸郡一戸町を経由して同県二戸市を結ぶ。改正鉄道敷設法別表第8号に規定する「岩手県小鳥谷ヨリ葛巻ヲ経テ袰野附近ニ至ル鉄道及落合附近ヨリ分岐シテ茂市ニ至ル鉄道」の鉄道先行路線として開業した。葛巻 - 冬部は葛巻町100円バスとして運行されている。
運行経路
（葛巻病院前） - 葛巻駅 - 陸中田代 - 冬部 - 姉帯 - 小鳥谷駅 - 一戸病院前 - 一戸駅 - 二戸駅
路線沿革
- 1943年11月20日 - 貨物路線として省営自動車小鳥谷線陸中田代・小鳥谷間開業[1]。【新設停車場】市部内
- 1948年3月13日 - 陸中田代・一戸間及び岩手野中・小鳥谷間一般運輸営業開始。

【新設停車場】平船、垂柳、小田橋、坂待屋、触沢、馬渕、前里、名前端、（市部内 <既設>）、田屋、冬部、奥通、姉帯、門前、侍村、岩手野中、女鹿口、西法寺
- 1980年3月15日 - 貨物営業廃止。
- 1987年4月1日 - JR東日本バスに継承。
- 1988年4月1日 - JRバス東北に継承。

### 沼宮内線
岩手県岩手郡葛巻町を走る。改正鉄道敷設法別表に規定する「岩手県小鳥谷ヨリ葛巻ヲ経テ袰野附近ニ至ル鉄道及落合附近ヨリ分岐シテ茂市ニ至ル鉄道」の鉄道先行路線として開業した（葛巻 - 袰野間に該当）。現在は葛巻町内輸送が主な使命となっているほか、祝日を除く毎週水曜日に岩泉から岩泉町民バスが馬渕小学校前で接続し、葛巻病院までの利用者の足を確保している。そのため土曜休日は全便が運休となる。全区間葛巻町100円バスとして運行され、町がJRバス東北に運行業務を委託する形となっている。
運行経路
（葛巻病院前） - 葛巻駅 - 江刈 - 岩手五日市 - 荒沢口 - 馬渕小学校前 - 大平橋
路線沿革
- 1947年12月25日 - 国営自動車岩泉線岩手落合 - 国境峠間 (24km)、江刈線茶屋町 - 国境峠間 (19km)開業。
- 1952年2月9日 - 岩泉 - 盛岡間の急行バス運行開始。
- 1953年11月28日 - 門 - 名目入 - 岩手炭鉱前間開業。【新設停車場】名目入
- 1957年10月15日 - 路線名称変更、盛岡 - 名目入間を沼宮内線とする。
- 2003年4月1日 - 上荒沢口 - 岩泉営業所間を廃止、岩泉町民バスに移管。葛巻病院発着を新設。
- 2005年4月1日 - 上荒沢口発着を上荒沢口経由大平橋発着とする。荒沢口 - 大平橋は廃止代替バスの扱い。
- 20xx年 - 岩泉町民バスとの接続停留所を上荒沢口から馬渕小学校前に変更。荒沢口 - 上荒沢口間廃止。

#### かつての路線
元々は盛岡市と下閉伊郡岩泉町を結ぶ路線であった。早坂高原線開業前は急行バスが運行されていた。2003年の岩泉営業所廃止に伴い、上荒沢口 - 岩泉営業所間が廃止された。なお盛岡 - 葛巻間は沼宮内線系統は運行していないが、平庭高原線が運行しており、この区間の路線は現存している。
運行経路
盛岡駅 - 厨川駅 - 岩手渋民 - 沼宮内駅 - 陸中田代 -葛巻駅 - 江刈 - 岩手五日市 - 荒沢口 - 上荒沢口 - 上国境 - 名目入 - 岩手小川 - 岩手落合 - 二升石 - 上岩泉 - 岩泉病院前 - 岩泉営業所
廃止区間の代替路線
- 馬淵小学校前 - 上荒沢口 - 岩泉三本松間：岩泉町民バス国境・上荒沢口線

※ 名目入 - 岩泉三本松間は、JRバス早坂高原線も運行している。

## 葛巻駅停車路線
- 平庭高原線
- 小鳥谷線
- 沼宮内線
- 岩手県北バス一戸営業所伊保内支所 - 葛巻線
  - 折返し待機で葛巻車庫に入庫することがある。

## 設備
- 駅舎に待合室とトイレを併設。
- 駅舎裏手に車庫と乗務員宿泊所があり、夜間滞泊も設定されている。
- JRハウスに改装された後にマルスが設置されている。但し、時刻表の索引地図には緑色の丸印は付かなかった。これは、JRバス東北の旅行業としての代理店業務で、バス駅としての営業ではなかったことによる。売上げが伸びなかったため、2000年4月に大幅に券種削減された後で翌年9月に窓口閉鎖となり撤去された。

## 駅周辺（五十音順）
- 岩手銀行葛巻支店
- 葛巻町立葛巻小学校
- 葛巻町役場
- 葛巻町国民健康保険葛巻病院
- 葛巻郵便局
- 盛岡信用金庫葛巻支店